# نوناكوسان-1-ول
نوناكوسان-1-ول هو كحول دهني ذو تسع وعشرين ذرة كربون، صيغته الجزيئية هي C29H60O.